# Mark Kishlansky
Mark Alan Kishlansky (* 11. Oktober 1948 in Brooklyn; † 19. Mai 2015) war ein amerikanischer Historiker.

## Leben
1970 schloss er sein Grundstudium an der Stony Brook University ab. Anschließend schloss er sein Studium bei David Underdown an der Brown University ab und erhielt 1972 seinen MA und 1977 seinen Doktortitel. Von 1975 bis 1991 lehrte er an der University of Chicago. 1991 wurde er Professor an der Harvard University.

## Schriften (Auswahl)
- The rise of the new model army. Cambridge 1979, ISBN 0-521-22751-8.
- A monarchy transformed. Britain 1603–1714. London 1996, ISBN 0-7139-9068-6.
- Parliamentary selection. Social and political choice in early modern England. Cambridge 1986, ISBN 0-521-32231-6.
- Charles I. An abbreviated life. London 2014, ISBN 978-0-14-197983-0.